# Efterlyst (film, 1939)
Efterlyst är en svensk dramafilm från 1939 i regi av Schamyl Bauman.
Den brukar betraktas som en fristående fortsättning av Norrtullsligan från år 1923. Filmen premiärvisades 13 februari 1939. Inspelningen skedde vid Sandrewateljéerna i Stockholm med exteriörscener från Stockholm. För foto svarade Hilmer Ekdahl. Förlaga till manuset var Elin Wägners roman Norrtullsligan som utgavs 1908. Romanen användes även som förlaga till Per Lindbergs film från 1923, se Norrtullsligan. Mellan de två filmversionerna finns dock få likheter, bland annat är alla rollnamn ändrade. Filmen kan ses som en fristående fortsättning till Lindbergs film.

## Rollista (komplett)
- Birgit Rosengren - Marja (Elisabeth) Benzon
- Isa Quensel -  Ulla (Kristina) Ståhle, servitris
- Carin Swensson -  Brita Pettersson, kontorist
- Edvin Adolphson -  Gunnar Leijde, skilsmässoadvokat
- Elof Ahrle -  Erik Svensson, innehavare av Svenssons Tricotage
- Linnéa Hillberg -  Elisabeth Johanni, kontorist
- Nils Hultgren -  Håkan (Emanuel) Svensson, Ullas fästman och senare make
- Thor Modéen -  Patrik Rosén, källarmästare
- Karin Kavli -  fru Docky von Meissenfeldt, frånskild
- Carl Deurell -  Callerholm, vicevärd
- Julia Cæsar -  fru Jansson, Eric Svenssons värdinna
- Ludde Juberg -  full herre på restaurang Amarant
- Magnus Kesster -  full herre på restaurang Amarant
- Helge Hagerman -  Andersson, Vin & Spritcentralen, brudgum i Rådhusets vigselrum
- Marianne Aminoff - Linnéa, hans blivande fru, Ullas servitriskamrat
- Gustaf Färingborg - Lindberg, Tobaksmonopolet, brudgum i vigselrummet
- Ann Mari Uddenberg - Gullan, hans blivande fru, Ullas servitriskamrat
- Käte Schnitzer - advokat Leijdes sekreterare
- Gösta Cederlund -  borgmästaren, vigselförrättare
- Manne Grünberger - springpojke på Leijdes kontor
- Carl Browallius - kyrkoherden på pastorsexpeditionen
- Georg Fernquist - vaktmästaren på pastorsexpeditionen
- Bellan Roos - servitris på konditoriet
- John Melin - krögare på sammanträde
- Helge Kihlberg - krögare på sammanträde
- Gösta Bodin - krögare på sammanträde
- Otto Adelby - krögare på sammanträde
- Inga Hodell - Roséns hovmästarinna
- Margit Andelius -  kontorist på Leijdes kontor
- Carl Ericson - vaktmästaren i Rådhusets vigselrum
- Richard Lindström - tjänsteman på pastorsexpeditionen
- Per Hugo Jacobsson - tjänsteman på pastorsexpeditionen
- Inga-Lill Åhström -  Lilian Augusta Åbäck, blivande fru Sjögren i vigselrummet
- Julius Sjögren - Julius Sjögren, brudgum
- Berndt Westerberg - tjuven på bussen
- Sten Sture Modéen - en gäst på Roséns restaurang
- Oscar Åberg - tågkonduktören
- Adolf Niska - hovmästare på restaurang Amarant

## Musik i filmen
- The Lambeth Walk (Lambeth Walk/Här ska dansas Lambeth Walk), kompositör och engelsk text Noel Gay och Douglas Furber, svensk text Kar de Mumma och Gardar, framförs trallande och visslande av Edvin Adolphson
- La-di-da, kompositör och text Jokern, sång Elof Ahrle och Birgit Rosengren
- Drunt' in der Lobau (Får jag tala om att det är dig jag har kär), kompositör Heinrich Strecker, tysk text 1928 Fritz Beda-Löhner svensk text 1933 Sven-Olof Sandberg, instrumental.
- Marja-vals, kompositör Erik Baumann, instrumental.
- Ich muss wieder einmal in Grinzing sein (Vårvalsen/Så kom låt oss mötas på nytt i år), kompositör och tysk text Ralph Benatzky, svensk text Svasse Bergqvist, instrumental.

1. ↑  Svensk Filmdatabas, Svenska Filminstitutet, Svensk filmdatabas film-ID: 3872.[källa från Wikidata]